# Bitwa pod Wschową

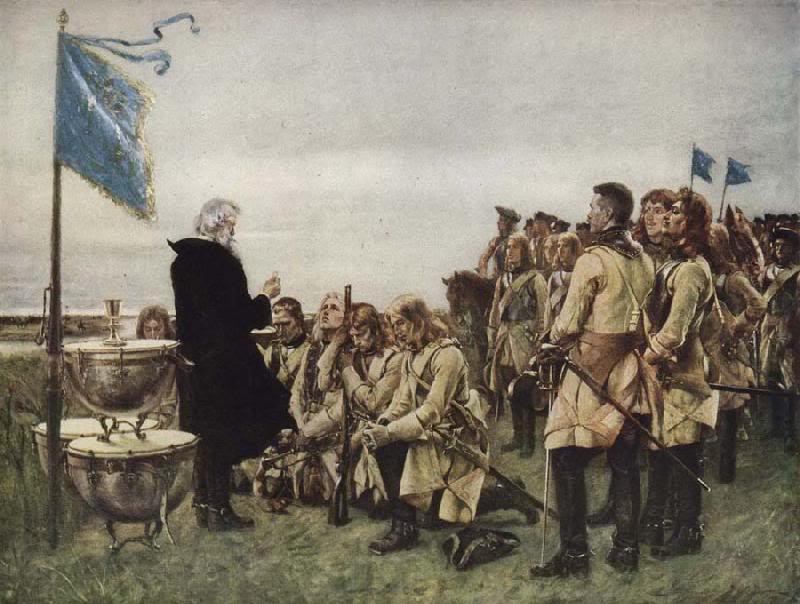
Msza święta Szwedów po zwycięskiej bitwie pod Wschową na obrazie Gustafa Cederströma

Bitwa pod Wschową – starcie zbrojne, które miało miejsce 13 lutego 1706 podczas wojny domowej w Polsce stanowiącej fragment większej europejskiej Wielkiej Wojny Północnej.
Bitwa stoczona została pod Wschową, na obszarze Rzeczypospolitej (tuż przy jej zachodniej granicy). Armia szwedzka (9,4 tysiąca żołnierzy, w tym 5,7 tysiąca jazdy, bez artylerii) dowodzona przez Carla Gustafa Rehnskiölda pobiła armię rosyjsko-saską (18 tysięcy żołnierzy, w tym 2 tysiące jazdy i 32 działa) dowodzoną przez Johanna Matthiasa von der Schulenburga.

## Bitwa

### Szyk
Armia sasko-rosyjska zajęła silną, obronną pozycję. Ustawiona w dwie linie między wioskami Dębowa Łęka a Osowa Sień, z jazdą na skrzydłach, zwrócona była czołem w kierunku miasta Wschowa. Przed jej fortyfikacjami znajdowały się zamarznięte jeziora i bagna. Ponadto front stojącej w centrum piechoty osłaniały kozły hiszpańskie.
Stojący naprzeciw Sasów i Rosjan Szwedzi ustawieni zostali przez Rehnskiölda w podobny sposób – piechota umieszczona została w centrum w trzech kolumnach (w odróżnieniu od Sasów i Rosjan w jednej linii), a na jej skrzydłach stanęła jazda (między innymi Kronobergs regemente i Västmanlands regemente).

### Początkowe starcia kawalerii
Na lewym skrzydle szwedzka jazda miała pewne kłopoty z poruszaniem się po zamarzniętych bagnach, jednak saska kawaleria nie potrafiła tego wykorzystać. Po przegrupowaniu Szwedzi trzykrotnie szarżowali na saskie regimenty zwane Saxon Garde du Corps i Chevaliers Garde, doprowadzając do ich całkowitego pogromu. Pułkownik Ernst Detlof von Krassow, który dowodził szwedzką kawalerią na prawym skrzydle, obszedł w pobliżu wioski Osowa Sień lewe skrzydło wojsk rosyjskich z 12 szwadronami dragonii i zaatakował osłaniającą rosyjskie skrzydło saską kawalerię. Widząc klęskę prawego skrzydła Sasów, żołnierze lewego skrzydła rzucili się do panicznej ucieczki i zostali kompletnie rozgromieni przez ścigającą ich szwedzką dragonię. Jazda von Krassowa przemieszczała się wokół pozycji nieprzyjaciela zgodnie z ruchem wskazówek zegara, wychodząc na tyły wojsk sasko-rosyjskich. Spowodowało to, że wiele saskich regimentów wyłamało się z szyku.

### Działania piechoty
Na lewym skrzydle saskim, naprzeciw piechoty Rehnskiölda, ustawiona została piechota rosyjska. Ponieważ była gorzej wyszkolona od piechoty saskiej, postanowiono ją ukryć przed Szwedami przez założenie mundurów na odwrotną stronę (piechota saska miała czerwone mundury, natomiast rosyjska miała mundury zielone, ale od wewnątrz były one czerwone). Piechota szwedzka, pod ogniem artylerii i muszkietów, ruszyła do frontalnego natarcia na pozycje piechoty sasko-rosyjskiej. Gdy tylko Rehnskiöld zauważył, że lewe skrzydło nieprzyjacielskiej linii zajmują słabsze wojska rosyjskie, skierował piechotę na ich pozycje, które były w tym czasie atakowane od tyłu przez kawalerię pułkownika von Krassowa.

### Kapitulacja Sasów i Rosjan
Centrum saskie miało skrzydło i tyły pozbawione osłony, a naciskane wzdłuż lewego skrzydła saskie regimenty zmieszały się i połamały szyk. Prawe skrzydło saskie początkowo trzymało się twardo, zadając poważne straty szwedzkiej piechocie. Jednak sytuacja ta uległa gwałtownej zmianie, gdy przez zamarznięte bagno zaatakowała Sasów od tyłu szwedzka kawaleria. Armia sasko-rosyjska rozpadła się na części, a główna jej część rzuciła się do ucieczki w kierunku południowym (na Wschowę). Ta część szwedzkiej kawalerii, która początkowo zapadała się na bagnach, wyszła wreszcie na otwarty teren i napotkała uciekających Sasów i Rosjan, którzy wcześniej przebiegli przez całe miasto i znaleźli się na jego peryferiach. Schwytani w pułapkę przez szwedzką jazdę od frontu i szwedzką piechotę od tyłu, wojska sasko-rosyjskie skapitulowały.

## Po bitwie
Sasi i Rosjanie stracili 7,3 tysiąca zabitych, 7,6 tysiąca jeńców i wszystkie działa, natomiast Szwedzi – 424 zabitych i 760 rannych. Rosyjscy jeńcy w liczbie 500 zostali straceni z rozkazu Rehnskiölda, który tym sposobem odpłacił się Rosjanom za okrucieństwa, których dopuszczali się w krajach bałtyckich.